# Ba Yongshan
Ba Yongshan, född 6 augusti 1961, är en kinesisk bågskytt. Han deltog vid olympiska sommarspelen 1984.